# コントロール (アルバム)
『コントロール』（Control）は、1986年にリリースされたジャネット・ジャクソンの3枚目のスタジオ・アルバム。

## 概要
このアルバムの制作前にジェームス・デバージとの離婚、そして父ジョセフ・ジャクソンを自身のマネージャーから外し、新たにA&Mレコードのジョン・マクレインをマネジメントに迎えるという転機があった。そんな心機一転の中でジャネット自身と、以降長らくタッグを組む事となるジャム&ルイスを中心としたプロデューサー陣とで制作されたのがこのアルバムである。
結果的にこのアルバムは自身初のBillboard 200でのナンバーワンを記録し、このアルバムから生まれたシングルの内5作がそれぞれBillboard Hot 100の1〜5位にチャートインする快挙も達成した。
日本盤の初回プレス盤のみ「スタート・アニュー」が収録された全10曲となっている。以降のプレスでは除かれている。
2019年の映画『ハスラーズ』ではタイトルトラックの「コントロール」が劇中で使用されている。
『ローリング・ストーン』誌が選んだ「歴代最高のアルバム500選」において111位に選ばれている。

## 収録曲
| #  | タイトル                                                              | 作詞・作曲                                                      | プロデューサー                        | 時間 |
| -- | --------------------------------------------------------------------- | --------------------------------------------------------------- | ------------------------------------- | ---- |
| 1. | 「コントロール」(Control)                                             | ジャネット・ジャクソン、ジェームス・ハリス・III、テリー・ルイス | ジャム&ルイス、ジャネット・ジャクソン | 5:53 |
| 2. | 「ナスティ」(Nasty)                                                   | ジャクソン、ハリス・III、ルイス                                 | ジャム&ルイス、ジャクソン             | 4:03 |
| 3. | 「恋するティーンエイジャー」(What Have You Done for Me Lately)        | ジャクソン、ハリス・III、ルイス                                 | ジャム&ルイス、ジャクソン             | 4:59 |
| 4. | 「ユー・キャン・ビー・マイン」(You Can Be Mine)                       | ジャクソン、ハリス・III、ルイス、Jellybean Johnson              | ジャム&ルイス、ジャクソン             | 5:16 |
| 5. | 「あなたを想うとき」(When I Think of You)                             | ジャクソン、ハリス・III、ルイス                                 | ジャム&ルイス                         | 4:58 |
| 6. | 「愛の法則」(The Pleasure Principle)                                  | Monte Moir                                                      | Monte Moir、ジャクソン、Steve Wiese   | 3:56 |
| 7. | 「片想い」(He Doesn't Know I'm Alive)                                 | Spencer Bernad                                                  | ジャム&ルイス、ジャクソン、Bernad     | 3:30 |
| 8. | 「急がせないで」(Let's Wait Awhile)                                   | ジャクソン、ハリス・III、ルイス、Melanie Andrews                | ジャム&ルイス、ジャクソン             | 4:37 |
| 9. | 「ファニーなひととき」(Funny How Time Flies (When You're Having Fun)) | ジャクソン、ハリス・III、ルイス                                 | ジャム&ルイス、ジャクソン             | 4:29 |

| #  | タイトル                           | 作詞・作曲               | プロデューサー | 時間 |
| -- | ---------------------------------- | ------------------------ | -------------- | ---- |
| 5. | 「スタート・アニュー」(Start Anew) | Ralph McCarthy、鳥山雄司 | 30th Music     | 4:19 |